# Windischbuchen
Windischbuchen ist ein Gemeindeteil der Gemeinde Eichenbühl im unterfränkischen Landkreis Miltenberg in Bayern.

## Geographie
Das Dorf Windischbuchen liegt auf 330 m ü. NHN an der Kreisstraße MIL 14 zwischen dem zu Miltenberg gehörende Dorf Schippach und Pfohlbach. Nordöstlich des Ortes liegt Heppdiel. Im Süden von Windischbuchen verläuft die Landesgrenze zu Baden-Württemberg mit den Orten Kaltenbrunn und Reinhardsachsen, beide Stadtteile von Walldürn.
Zu Windischbuchen gehört auch der Storchhof an der Ortsgrenze des badischen Reinhardsachsen.

## Geschichte
Der Name Windischbuchen erinnert wie der Name Windischbuch, eines Ortsteils der nahen badischen Stadt Boxberg an den wendischen Ursprung des Dorfes.
Die Gemeinde Windischbuchen wurde am 1. Januar 1974 in die Gemeinde Eichenbühl eingegliedert.